# Объединение за Францию и европейскую независимость
Объединение за Францию и европейскую независимость (фр. Rassemblement pour la France et l'Indépendance de l'Europe,RPF) — правая голлистская национал-консервативная политическая партия во Франции. Была создана Шарлем Паскуа в 1999 как «Объединение за Францию». Успешно участвовала в выборах в Европарламент в 1999 году в коалиции с Движением за Францию. Коалиция набрала 13,06 % голосов и 13 мест в Европарламенте. На парламентских выборах 2002 года партии получила 94 222 голосов избирателай и 2 места в Национальном собрании.
В 2003 партия была переименована в «Объединение за Францию и европейскую независимость». Политическая платформа партии: антиглобализм и сохранение национального суверенитета, так как сам Шарль Паскуа относится к политикам-евроскептикам.